# Stadio Artemio Franchi (Florenz)
Das Stadio Comunale Artemio Franchi ist ein im Umbau befindliches Fußballstadion in der italienischen Stadt Florenz, Region Toskana. Die Anlage bietet heute eine Kapazität von 43.147 Zuschauern auf Sitzplätzen. Das städtische Stadion ist die Heimspielstätte des Fußballvereins AC Florenz aus der Serie A. Es ist nach dem langjährigen Vereins- und UEFA-Präsidenten Artemio Franchi, der in Florenz geboren wurde, benannt.

## Geschichte
Das Artemio Franchi wurde durch den Marker Luigi Ridolfi gestiftet, der es der Stadt Florenz zum Geschenk machte. Am 13. September 1931 zog die AC Florenz in das neue, damals noch Stadio Giovanni Berta genannte Stadion.
Das Stadion wurde von Bauingenieur Pier Luigi Nervi geplant. Der Aufbau und die Konzeption des Stadions erwiesen sich als richtungsweisend in der Planung für folgende Stadien, so dass sich viele Elemente bei später konstruierten Stadien wiederfinden. Die Anlage gilt als ein Meisterwerk der rationalistischen Architektur.
Der offizielle Zuschauerrekord datiert vom 25. November 1984, als anlässlich eines Spiels der Serie A zwischen der Fiorentina und Inter 58.271 Zuschauer gezählt wurden. Im Laufe der Jahre wurden einige Veränderungen am Stadion vorgenommen: Für die Fußball-Weltmeisterschaft 1990 in Italien wurde die Leichtathletikanlage durch zusätzliche Sitzplätze ersetzt und das Comunale in ein reines Fußballstadion verwandelt. 1991 wurde die Anlage nach dem langjährigen Präsidenten der ACF Fiorentina, Artemio Franchi, benannt, der von 1973 bis 1983 auch UEFA-Präsident war.

### Zukunft
Schon mehrfach wurde über einen Neubau bzw. eine Renovierung der 1931 eingeweihten Sportstätte diskutiert. 2017 stellte die AC Florenz Pläne für einen Stadionneubau vor. Die Fußballarena für 40.000 Besucher sollte insgesamt 420 Mio. Euro kosten. Diese Planungen wurden aber wieder verworfen. Im September 2019 präsentierte die Vereinigung Noi Per Firenze ein Sanierungskonzept für das Stadio Comunale über fünf Jahre mit Kosten von rund 100 Mio. Euro. Seit der Übernahme der AC durch den Geschäftsmann Rocco Commisso, der 98 Prozent der Anteile hält, wurden die Neubaupläne intensiviert. Im Januar des Jahres gab Bürgermeister Dario Nardella an, dass bis 2023 ein neues Stadion fertig sein könnte. Mitte des Jahres wurde UEFA-Vizepräsident Michele Uva zum Sonderberater für das Projekt ernannt. Ende September 2019 wurden wieder die Umbaupläne der Noi Per Firenze favorisiert. Nach dem Entwurf der Architekten von BCB Progretti umgebaute Arena sollte nur rund 3000 Plätze verlieren und 40.000 Plätze bieten. Es sollten zwei neue Ränge im bestehenden Stadionrund entstehen. Zudem sollten die Ränge überdacht werden. Der Umbau sollte im laufenden Spielbetrieb über drei Jahre ablaufen. Für das Stadion wurden Kosten von 50 Mio. Euro angesetzt. Für die Entwicklung des Stadionumfelds wurde mit 70 Mio. Euro geplant. Über einen Neubau wurde nicht mehr gesprochen. Mitte November 2019 wurde ein neuer Entwurf vom örtlichen Architekturbüro Pierattelli Architetture für 150 Mio. Euro vorgelegt. Die in das Dach übergehende Fassade weist ein großformatiges Rautenmuster mit den Farben des Vereins auf. Zuvor hatte Clubbesitzer Commisso im Oktober den Wunsch geäußert, 2023 mit der AC in ein neues Stadion einzuziehen. Die Stadt hat ein mögliches Gelände im Nordosten von Florenz für einen Bau ausgewiesen. Die Errichtung sollte zwei Jahre dauern.
Anfang März 2020 wurde bekannt, dass das Stadion nicht auf dem geplanten Gelände gebaut wird. Im Oktober 2019 schlug die Stadt ein Grundstück auf dem Marktgelände Mercafir vor. Es wäre die einzige Möglichkeit des Baus innerhalb des Stadtgebiets. Da die drei vorher gestellten Bedingungen nicht erfüllt wurden, werde der Verein nicht um das Grundstück mitbieten. Dies erklärte Vereinspräsident Commisso in einem offenen Brief. Die AC Florenz forderte schnelle Baugenehmigungen, einen angemessenen Preis für Bau und Erschließung sowie die volle Kontrolle über den Bau und die Verwaltung des fertigen Stadions. Die Situation wird das Projekt abermals verzögern.
Im Januar 2021 entschied das Ministerium für kulturelles Erbe und Aktivitäten, dass das Stadio Comunale Artemio Franchi nicht durch einen Neubau ersetzt oder umgebaut werden darf. Ein weiterer Grund für das Scheitern war die Pier Luigi Nervi Project Association. Die Nachfahren des damaligen Bauingenieurs Nervi sowie zahlreiche prominente Architekten kämpften für den Erhalt des Stadions aus den 1930er Jahren. Das Ministerium erlaubt aber eine Sanierung, die sich auf eine Überdachung oder die Annäherung der Tribüne an das Spielfeld beschränkt. Ein kompletter Neubau ist damit vom Tisch. Bürgermeister Nardello betonte, es sei dennoch möglich, ein modernisiertes Stadion zu erschaffen, das den heutigen Ansprüchen entspricht. Die Stadt Florenz plant einen Architektenwettbewerb, um einen Partner für die Modernisierung zu finden. Die Stadt ist Eigentümerin der Anlage. Die ACF will nach der, für den Verein enttäuschenden, Entscheidung des Ministeriums nicht mehr in das Stadion investieren und gibt die Verantwortung für die Sanierungsarbeiten an die Stadt zurück. Die Stadt prüft die Möglichkeiten zur Anpassung an die UEFA-Anforderungen, die Einrichtung neuer kommerzieller Bereiche sowie den Bau neuer Tribünen.
Im März 2022 wurde der Entwurf des Ingenieur- und Designbüros Arup Italia mit Chefdesigner David Hirsch für den Umbau ausgewählt. Der Vorschlag war einer von acht Entwürfen, die die Stadt im Oktober 2021 in die engere Wahl gezogen hat. Anfänglich gab es 31 Bewerber. Gegenwärtig bietet das Artemio Franchi 43.000 Plätze. Das Stadion soll ein Dach und neue Tribünen erhalten, die die Fans näher an das Spielfeld bringen. Nach dem Umbau sollen 40.000 Plätze zur Verfügung stehen. Die Bauarbeiten sollten im Herbst 2023 beginnen und bis 2026 abgeschlossen sein. Geplant sind außerdem ein Museum für Ausstellungsveranstaltungen, ein neues Auditorium, ein Park sowie Gastronomie- und Gewerbeflächen. Es sollte möglich sein, den Spielbetrieb während des Umbaus mit begrenzter Kapazität, fortzusetzen. Das Budget soll für das gesamte Projekt voraussichtlich maximal bei 190 Mio. Euro liegen.
Im April 2024 war der Beginn des Umbaus geplant. Die AC Florenz war auf der Suche nach einer Spielstätte für den Zeitraum des Umbaus bis Anfang 2027. Anfang Januar 2024 trafen sich Vertreter der AC Fiorentina und des FC Empoli, ein Delegierter der Lega Serie A, die Bürgermeister der beiden Städte (Dario Nardella und Brenda Barnini) und Eugenio Giani, der Präsident der Toskana, um das Problem zu lösen. Der naheliegendste Option wäre das Stadio Carlo Castellani (16.284 Plätze) des Rivalen FC Empoli. Es liegt rund 45 Minuten von Florenz entfernt, wäre für die Fans einfach zu erreichen und erfüllt die Anforderungen der Serie A. Brenda Barnini sorgt sich um die öffentliche Ordnung in ihrer Stadt, wenn Fans aus Florenz in die Stadt zu den Spielen kommen. Es könnte zu Auseinandersetzungen der rivalisierenden Fans kommen. Die AC Florenz selbst ist nicht vom Stadio Carlo Castellani mit nur rund 16.000 Plätzen überzeugt. Der Club hat rund 17.000 Dauerkarten verkauft. Wenn die ACF sich international qualifiziert, müsste man ein größeres Stadion suchen, um die Einnahmen steigern zu können. Ein weiterer Vorschlag der Behörden ist das Stadio Padovani in Florenz. Es bietet gegenwärtig nur 2000 Plätze und sollte, nach Angebot der Stadt, für zehn Mio. Euro auf 8000 Sitzplätze ausgebaut werden. Dies wären weniger als die für die Serie A erforderlichen 12.000 Sitzplätze. Aufgrund der Übergangssituation würde die Liga dort Spiele zulassen, es würde aber für die AC Florenz zu erheblichen finanziellen Einbußen kommen. Da bisher keine Lösung gefunden ist, plant der Club länger im Stadio Artemio Franchi zu spielen und die Renovierungsarbeiten zu verschieben. Die Renovierung wird aber durch den Complementary National Plan, ein vom italienischen Staat bereitgestellter Fonds, finanziert. Dieser Plan unterliegt mehreren zeitlichen Einschränkungen. Die Arbeiten müssen bis zum 31. März 2024 beginnen und bis zum 31. Dezember 2026 abgeschlossen sein. Ansonsten würde die AC Florenz die 151 Mio. Euro verlieren, es sei denn, es würde eine Verlängerung gewährt. Bis Ende Januar des Jahres muss eine Tribüne, weitere folgen, gesperrt werden, damit im April mit den umfangreichen Arbeiten begonnen werden kann. In den kommenden Wochen sollen weitere Treffen stattfinden, um das Problem endgültig zu lösen.
Seit Ende Januar 2024 steht fest, dass die AC Florenz während der Umbauphase zunächst seine Heimspiele im Stadio Artemio Franchi austragen wird. Allerdings sollte sich die Kapazität durch die Arbeiten ab der Saison 2024/25 auf maximal 22.000 reduzieren. Dies gab Bürgermeister Dario Nardella bekannt. In der Saison 2025/26 soll im Stadio Padovani  in Florenz mit jetzt 3000 Plätzen, erweitert auf 18.000 Plätze, gespielt werden. Ab der Saison 2026/27 kehrt der Verein in seine renovierte Heimstätte zurück.
Die Stadt hat Anfang Januar 2024 den Auftrag zur Sanierung an ein Konsortium aus der COBAR S.p.A. und der SAC Società Appalti Costruzioni S.p.A. Der Vertragswert liegt bei knapp über 90 Mio. Euro. Im März 2024 wurde ein neuer Zeitplan, der durch eine überarbeitete Finanzplanung des italienischen Europaministers Raffaele Fitto ermöglicht würde, vorgestellt. Der Umbau soll bis 2028 verlängert werden. Durch die Erweiterung der Bauzeit könnte die AC Florenz durchgängig im Stadio Artemio Franchi bleiben, ohne in ein anderes Stadion ausweichen zu müssen. Dieser Plan muss noch ratifiziert werden. Im Juli 2024 wurde die Kapazität während der Baumaßnahmen auf 24.786 festgelegt. Diese Zahl haben die Stadt, deren Polizei und Feuerwehr, die örtliche Gesundheitsbehörde und das Nationale Olympische Komitee CONI vereinbart. Es muss u. a. noch entschieden werden, wo die Gästefans ihre Plätze finden und wie viele Sitzplätze zur Verfügung stehen.
Am 4. Oktober 2024 trafen sich der Club-Eigentümer Rocco Commisso und die Bürgermeisterin Sara Funaro zu einem Gespräch über die laufenden Sanierungsarbeiten am Stadio Comunale Artemio Franchi. Dabei präsentierte Funaro Commisso einen neuen Zeitplan, der es der AC Florenz den Verbleib im Stadion während des Umbaus ermöglichen könnte. Die neue Spielstätte soll schrittweise wiedereröffnet werden, bevor es im Frühjahr 2029 mit über 40.000 Plätzen voll einsatzbereit wäre. Zur 100-Jahr-Feier der ACF 2026 würde das Stadion 34.478 Plätze bieten. Die Provinzkommission von Florenz erlaubte Veranstaltungen mit bis zu 24.786 Besuchern. Der Club wollte den bereits laufenden Umbau im Juli 2024 stoppen und gegen die Gemeinde Florenz rechtlich vorzugehen, da man das Jubiläum nicht auf einer Baustelle feiern wolle. Der Umzug in eine temporäre Heimat in Padovani für die Saison 2025/26 würden sich mit dem neuen Zeitplan erledigen.

## Rugby
Gelegentlich wird das Stadion auch für Spiele der italienischen Rugby-Union-Nationalmannschaft genutzt.
- 20. Nov. 2010:  Italien –  Australien 14:32 (Testspiel)
- 24. Nov. 2012:  Italien –  Australien 19:22 (Testspiel)
- 19. Nov. 2016:  Italien –  Südafrika 20:18 (Testspiel)
- 18. Nov. 2017:  Italien –  Argentinien 15:31 (Testspiel)
- 10. Nov. 2018:  Italien –  Georgien 28:17 (Autumn Nations Cup)

## Galerie

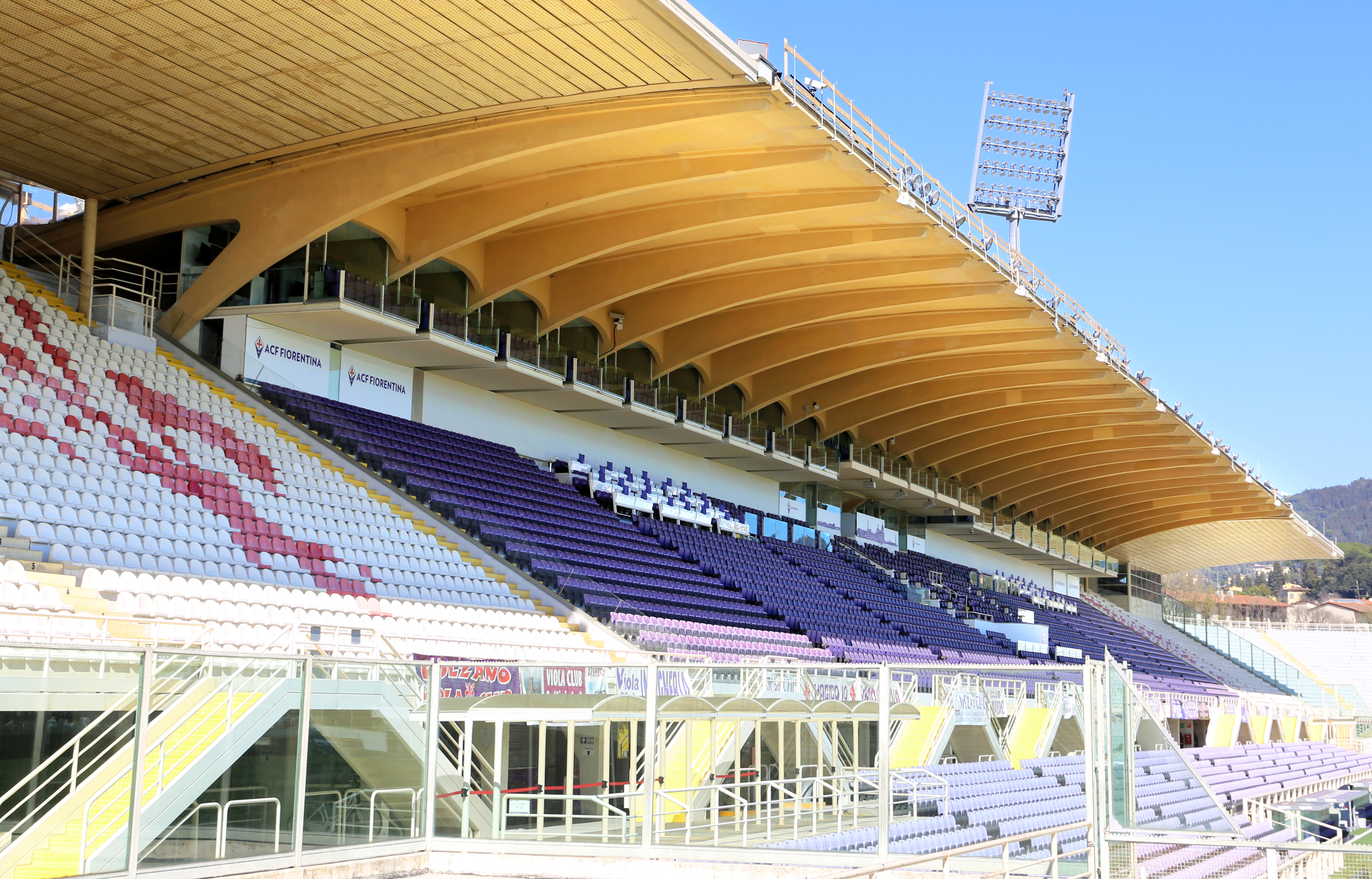
Tribuna Coperta
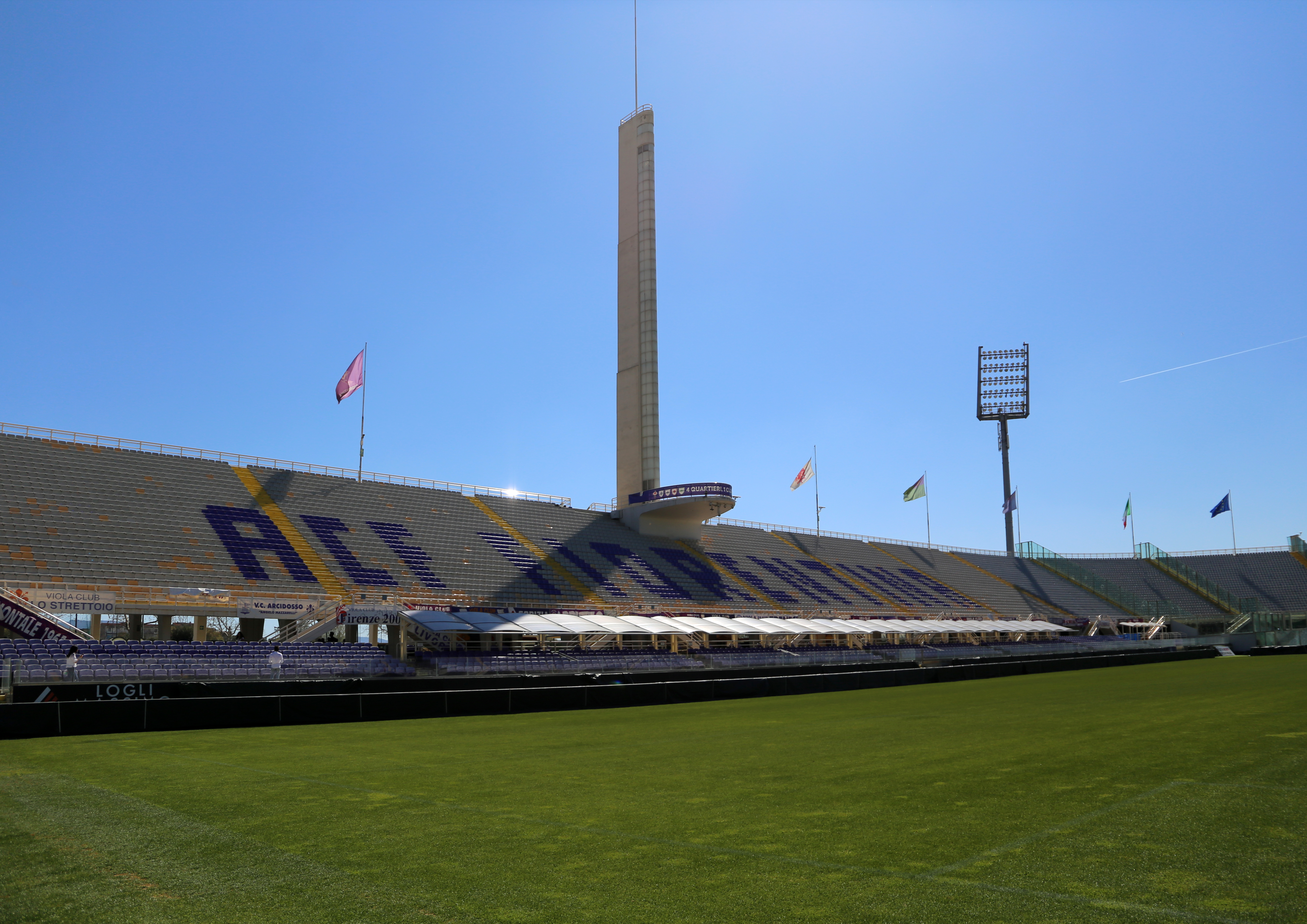
Der Torre di Maratona im Stadio Artemio Franchi
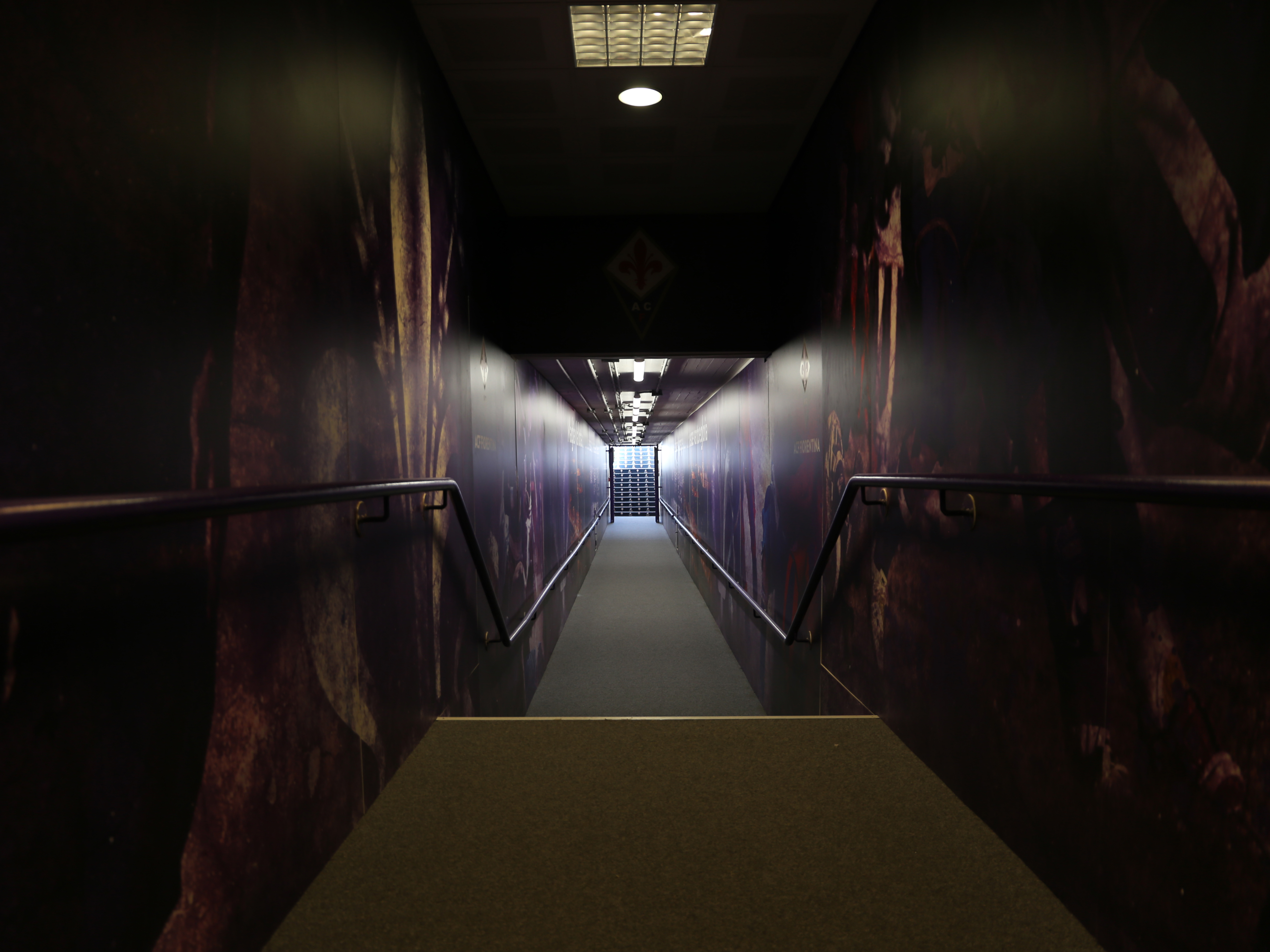
Spielertunnel
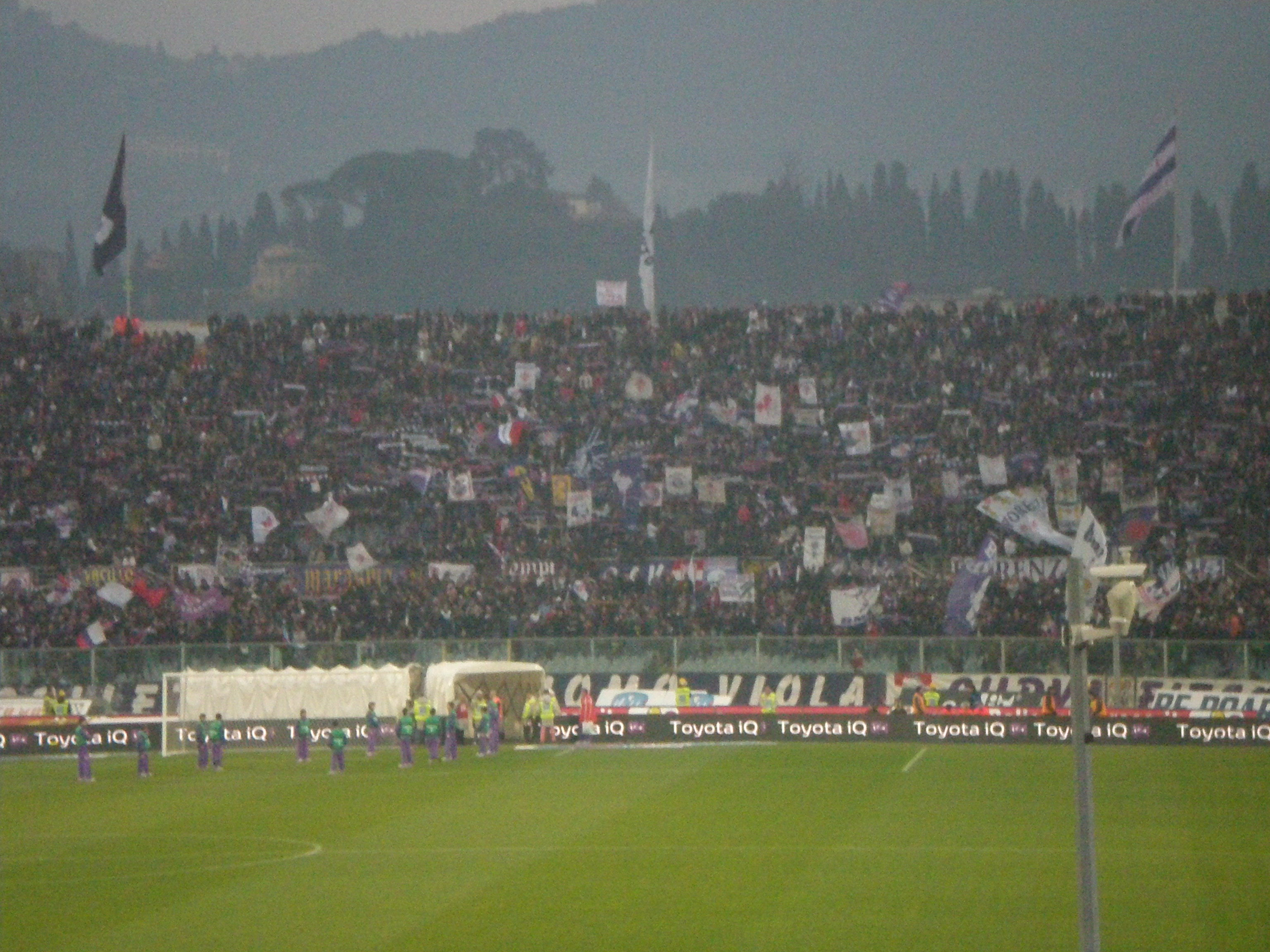
Curva Fiesole (2010)
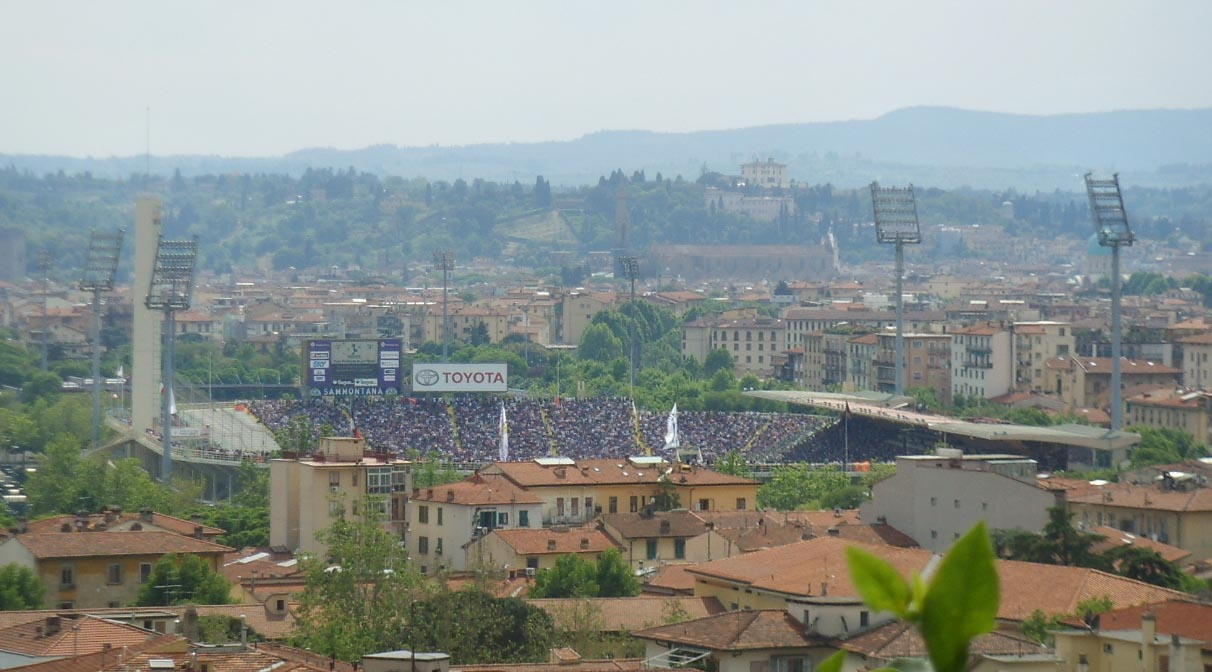
Außenansicht des Stadio Artemio Franchi (2008)